# Roukoz Roukoz
Roukoz Roukoz (arab. ‏روكز روكز‎) – libański judoka. Olimpijczyk z Moskwy 1980, gdzie zajął dziewiętnaste miejsce w wadze lekkiej.

## Letnie Igrzyska Olimpijskie 1980
| Konkurencja | Eliminacje              | Klas. końcowa |
| Konkurencja | Przeciwnik I            | Miejsce       |
| ----------- | ----------------------- | ------------- |
| 71 kg       | Niokhor Diongue (SEN) P | 19.           |